# Gauntlet Legends
Gauntlet Legends è un videogioco arcade sviluppato e pubblicato nel 1998 dalla Atari Games. Si tratta di un hack 'n slash di genere fantasy, sequel del popolare titolo del 1985 Gauntlet e di Gauntlet II del 1986 ed è stato l'ultimo titolo della serie ad essere prodotto dalla Atari Games. Caratteristica di questo gioco, abbastanza inusuale per un arcade, è la possibilità di utilizzare una password per ricominciare il gioco da un determinato punto, permettendo dunque al giocatore di poter giocare per un lungo periodo di tempo.

## Modalità di gioco
Si può giocare in singolo ma anche in modalità multiplayer fino a un massimo di 4 giocatori. Ogni giocatore può scegliere il suo personaggio tra quattro classi di eroi: maghi, guerrieri, valchirie, amazzoni arciere. Sono anche disponibili i loro rispettivi alter ego, una volta sbloccati: sciacalli, minotauri, donne falco, donne tigri.
I primi quattro mondi da esplorare sono Montagna, Foresta, Castello e Deserto; al giocatore è data la possibilità di scegliere in quale ordine. L'azione si sposta poi in una chiesa sconsacrata e da ultimo negli Inferi.

## I mondi
Ogni mondo si compone di più scenari.
- Montagna - Scenari coi nemici comuni: valle, picco, rupe, prima caverna, seconda caverna - Finale: combattimento col Drago (boss)
- Foresta  - Scenari coi nemici comuni: palude, radici, albero, rami - Finale: combattimento col Ragno regina (boss)
- Castello - Scenari coi nemici comuni: cortile, prigione, armeria, camera del tesoro - Finale: combattimento con la Chimera (boss)
- Deserto - Scenari coi nemici comuni: rovine, tempio, piramide, necropoli - Finale: combattimento col Genio (boss)
- Chiesa sconsacrata - Due scenari all'interno della chiesa: uno con nemici comuni e l'altro con Skorne, boss finale che si affronterà per la prima volta
- Inferi - Due scenari nel regno dei morti: uno con nemici comuni e l'altro con Skorne, boss finale che si affronterà per la seconda volta

## Colonna sonora
I temi musicali sono firmati da John Paul, Barry Leitch, Joe Lyford, Michael Henry.